# AFAS Live

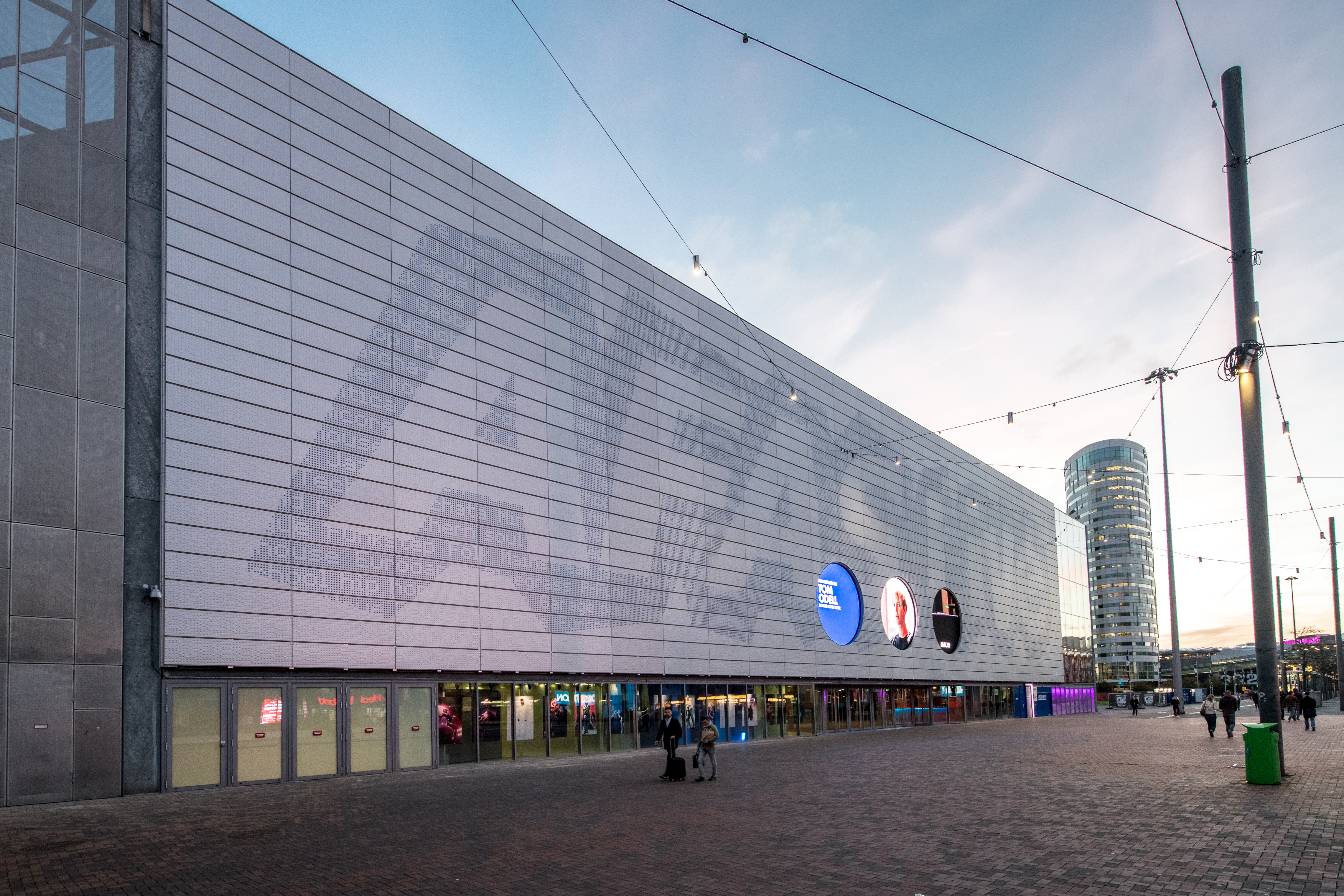
AFAS Live

L'AFAS Live (anciennement Heineken Music Hall) est une salle de concert d'Amsterdam située dans l'arrondissement de Zuidoost, à proximité de l'Amsterdam ArenA et de la gare d'Amsterdam Bijlmer ArenA. Le complexe comprend deux salles : la plus grande peut accueillir 5 500 personnes sur une surface de 3 000 m2, tandis que la plus petite peut accueillir jusqu'à 700 personnes. L'AFAS Live a été conçu spécialement pour accueillir des spectacles nécessitant de la musique amplifiée. La construction s'est étalée sur cinq ans, entre 1996 et 2001 et a coûté 30 millions d'euros.
La brasserie Heineken, historiquement implantée dans la ville d'Amsterdam en a constitué le sponsor principal jusqu'en 2017.